# Roque Antonio Adames Rodríguez
Roque Antonio Adames Rodríguez (Jánico, Santiago de los Caballeros, 8 de noviembre de 1928-Santiago de los Caballeros, 31 de octubre de 2009) fue el segundo obispo de la Diócesis de Santiago de los Caballeros.

## Biografía
Nació el 8 de noviembre de 1928, en Gurabo, comunidad del municipio de Jánico, Santiago de los Caballeros, República Dominicana. Hijo de Francisco Antonio Adames Ureña y María del Carmen Rodríguez. 

### Formación y ministerio sacerdotal
En 1950 terminó su formación filosófica en España. Luego pasó a Roma donde hizo sus estudios teológicos.
Fue ordenado presbítero el 17 de abril de 1954 por Monseñor Ricardo Paolo Pittini Piussi. 
Obtuvo el título de Licenciado en Teología en la Pontificia Universidad Gregoriana, Licenciado en Ciencias Bíblicas en el Pontificio Instituto Bíblico, y Doctor en Teología Bíblica en la Pontificia Universidad Gregoriana.
Algunas de sus labores fueron:
- Director del semanario católico "Fides".
- Pro-vicario general de la Arquidiócesis de Santo Domingo. (1961)
- Primer secretario general de la Conferencia del Episcopado Dominicano.
- Profesor de la Facultad de Filosofía y Educación de la Universidad Autónoma de Santo Domingo.

### Episcopado
El 14 de marzo de 1966, el papa Pablo VI lo nombró obispo de la Diócesis de Santiago de los Caballeros. Fue ordenado obispo el 22 de mayo de 1966 por Octavio Antonio Beras Rojas.
Durante su ministerio episcopal, fungió como Rector Magnífico, Presidente de la Junta de Directores y Gran Canciller de la Universidad Católica Madre y Maestra.
Fue el gran impulsor de los presidentes de asamblea litúrgica, creador del coro arquidiocesano de Santiago de los Caballeros, la ordenación de hombres casados como diáconos permanentes, fundador del Plan Sierra, del Semanario Camino en 1979, el Instituto Catequístico San Carlos Borromeo en 1967, de la Plaza de la Cultura de Santiago y de la Asociación para el Desarrollo de Santiago.
El 22 de agosto de 1992, el papa Juan Pablo II le aceptó su renuncia presentada por motivos de salud.
Murió el 31 de octubre de 2009 en Santiago de los Caballeros. 

## Publicaciones
- El legislador y el bien común. (1982)
- El padre Billini: lección permanente. (1983)
- Retos al profesional agrícola. (1980)
- Visión panorámica de la fe en la cultura universitaria. (1988)
- Algunas consideraciones de la educación en la República Dominicana. (1980)[2]